# Montessaux
Montessaux é uma comuna francesa na região administrativa de Borgonha-Franco-Condado, no departamento de Alto Sona. Estende-se por uma área de 3,05 km². Em 2010 a comuna tinha 162 habitantes (densidade: 53,1 hab./km²).